# Iglesia de Hosios David
La Iglesia de Hosios David, en  griego  Όσιος Δαβίδ, es una iglesia de finales del siglo V en Tesalónica, Grecia. En tiempos bizantinos, funcionó como el katholikón del Monasterio de Latomos (Griego: Μονή Λατόμου/Λατόμων), y recibió una rica decoración de mosaicos y frescos, que fue renovada en los siglos XII-XIV. Los ejemplos sobrevivientes son de alta calidad artística. Bajo el dominio otomano, el edificio fue convertido en una mezquita, probablemente en el siglo XVI, hasta que fue reconsagrado como una  iglesia ortodoxa griega en 1921, recibiendo su nombre actual. En 1988, se incluyó entre los monumentos paleocristianos y bizantinos de Tesalónica en la lista del Patrimonio Mundial de la UNESCO.

## Arquitectura
La arquitectura original de la Iglesia de Hosios David fue construida en forma de cruz con cuadrados como forma principal de la planta. Este patrón se haría muy popular más tarde. La estructura contenía bahías cuadradas en las esquinas. Todas las bahías estaban conectadas a la sala principal en forma de cruz a través de pasillos. Las bahías también se conectaban con el exterior.

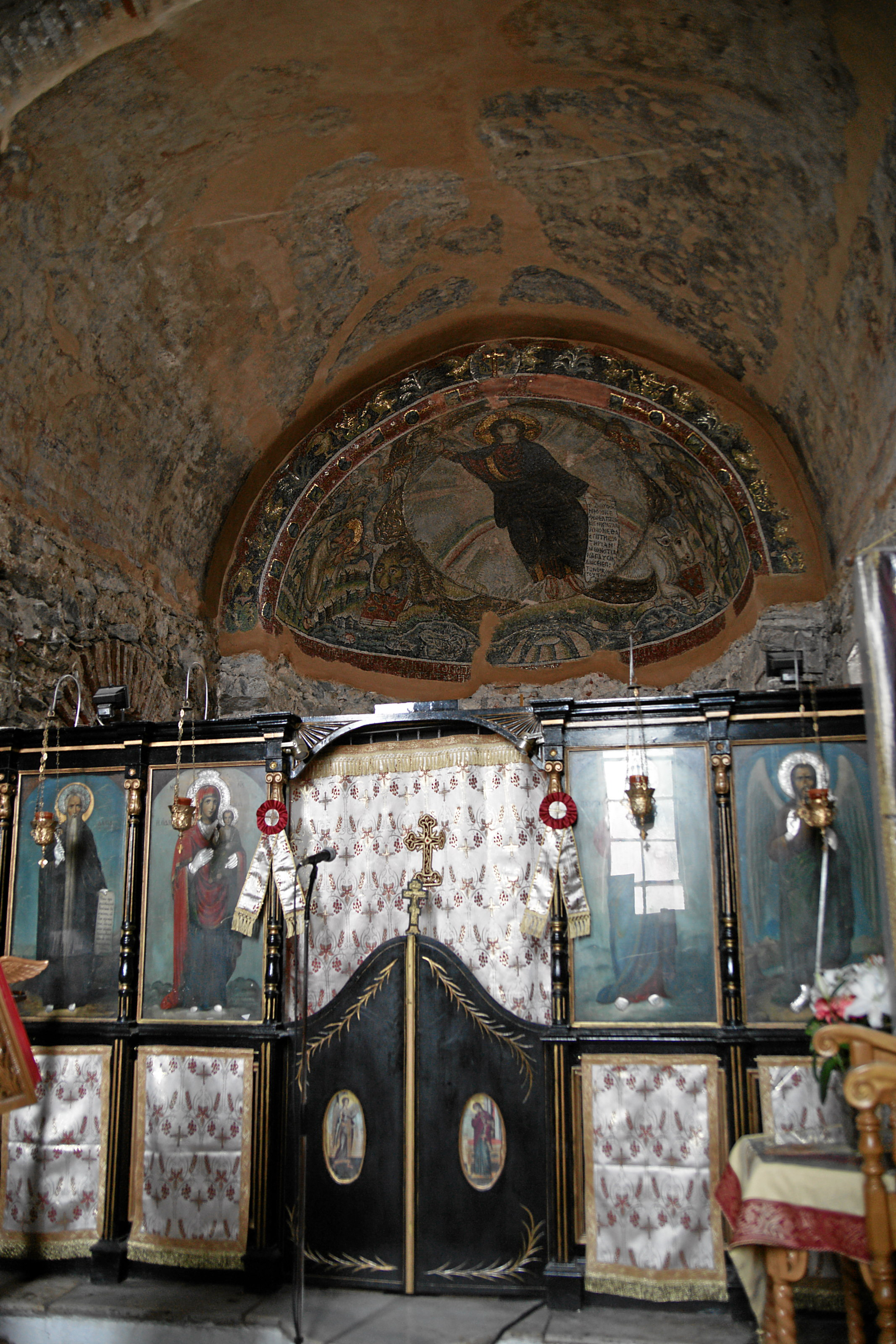
Interior

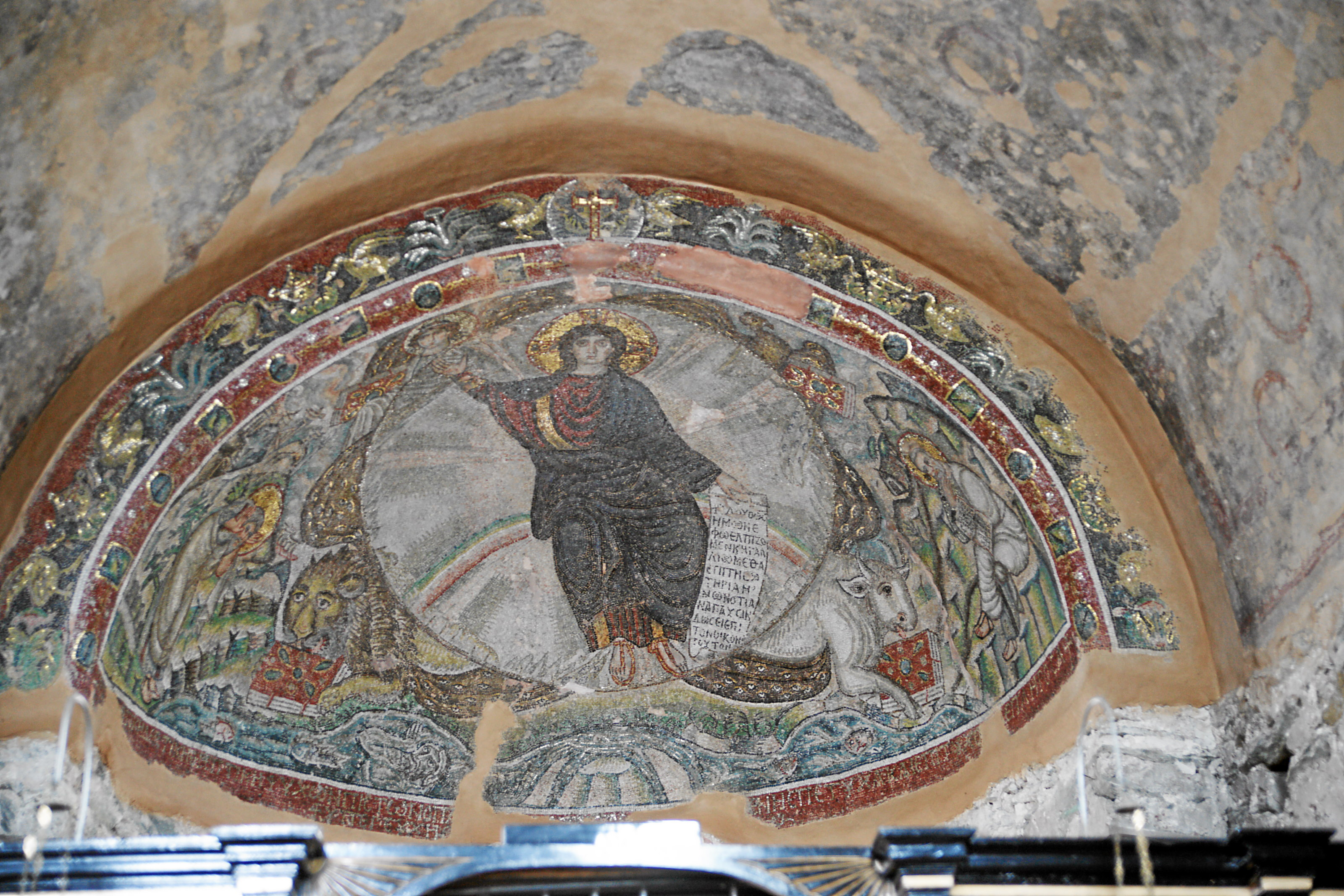
Mosaico de la Teofanía

En algún momento del período bizantino medio la estructura fue dañada por terremotos. Partes de la estructura se derrumbaron incluyendo el «tribelon». El período bizantino medio también vio la adición de mármol y una segunda ronda de pinturas al fresco.

## Decoración
La decoración de mármol de la Iglesia de Hosios David representaba cruces, enredaderas y hojas con detalles arremolinados.
El mosaico de la Teofanía es un detallado mosaico de estilo naturalista que representa a  Cristo sosteniendo un texto que dice en griego, «He aquí nuestro Dios, en quien esperamos y nos regocijamos en nuestra salvación, para que descanse en gran manera en este hogar». El círculo central donde se encuentra Cristo se haya rodeado por los símbolos de los cuatro Evangelistas. El mosaico que representa la Teofanía es complejo, con un borde detallado, y muchos elementos dentro de la escena. El foco de la imagen es Cristo como se muestra por su mirada, su posición en el centro y los halos que rodean la cabeza y el cuerpo de Cristo. En la parte baja se muestran los cuatro ríos que fluyen en el Paraíso así como una imagen de los profetas  Ezequiel y Habacuc.
Los murales bizantinos fueron descubiertos bajo el yeso en la Iglesia de Hosios David. Estos murales son lo que queda de extensas pinturas al fresco del período bizantino medio aproximadamente 1160-70. La parte este de las  bóvedas de cañón del sur y del norte contiene representaciones de la Natividad, la presentación de Jesús en el Templo, «Nuestra Señora de la Pasión», «Cristo en el monte de los olivos», la entrada en Jerusalén, la teofanía y paneles decorativos que se asemejan a las tablas de mármol. El barril del sur tiene el resto de la Natividad y la presentación en el templo. Esta área también muestra imágenes del  bautismo y la  Transfiguración. La Iglesia de Hosios David contiene pocas fronteras entre las diferentes escenas de frescos, lo cual es una característica poco común para esta época.
La mayoría de los frescos fueron creados durante el período bizantino medio. Los frescos de «Nuestra Señora de la Pasión», la «entrada en Jerusalén», y «Cristo en el Monte de los Olivos» son probablemente posteriores, durante el período  Paleológico, aproximadamente en 1300. Muchos de los frescos de hoy en día están dañados por efectos del tiempo como: terremotos, grietas, daños por agua y el yeso aplicado para cubrirlos en la época turca.

## Después de la era bizantina
La Iglesia de Hosios David tiene un exterior simple y está más alejada del corazón de Tesalónica, más cerca de las montañas. Esto contribuyó a la teoría de que la Iglesia de Hosios David no se convirtió en una mezquita inmediatamente después de que los turcos conquistaran la zona, ya que los turcos convirtieron todas las mejores iglesias, y los mejores lugares primero. La mezquita se llamó Suluca o Mezquita Murad. Cuando la Iglesia de Hosios David fue convertida en una mezquita las paredes y por extensión el arte fue cubierto con yeso. Además el período turco añadió un minarete en la bahía de la esquina suroeste. Hoy en día sólo queda la base, junto con la escalera de caracol en la parte restante del minarete.